# Pyotr Kozlov

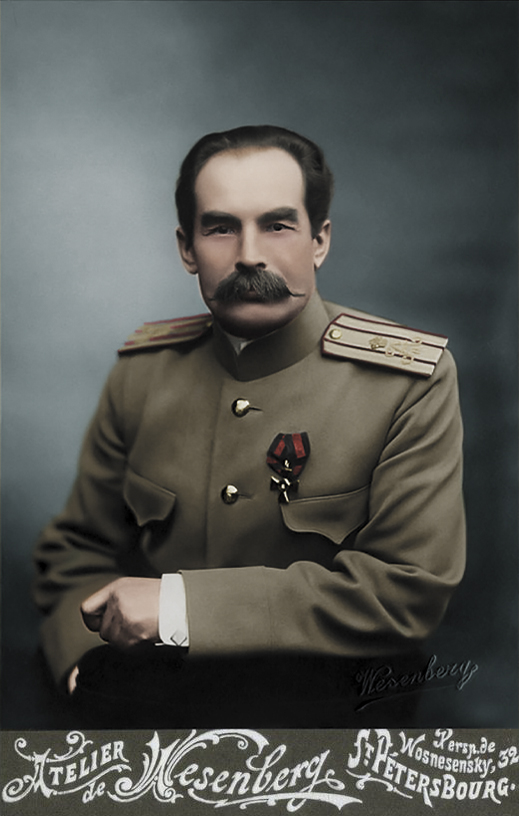
Retrato do explorador russo Pyotr Kozlov, por volta de 1890

Pyotr Kuzmich Kozlov (em russo:  Пётр Кузьми́ч Козло́в; 3 de outubro de 1863 - 26 de setembro de 1935) foi um viajante e explorador russo e soviético que continuou os estudos de Nikolai Przhevalsky na Mongólia e no Tibete.

## Biografia
Embora preparado por seus pais para uma carreira militar, Kozlov optou por se juntar à expedição de Nikolai Przhevalsky. Após a morte de seu mentor, Kozlov continuou viajando pela Ásia com os sucessores de Przhevalsky, Pevtsov e Roborovsky. Em 1895, ele assumiu o comando geral da expedição do doente Roborovsky. De 1899 a 1901, ele explorou e mais tarde descreveu em um livro o curso superior dos rios Rio Amarelo, Yangtze e Mekong, pelo qual recebeu a Medalha Constantino em 1902.
Durante a primeira década do século 20, quando o Grande Jogo atingiu seu auge, Kozlov rivalizou com Sven Hedin e Aurel Stein como o principal pesquisador de Xinjiang. Embora ele estivesse em boas relações com Hedin e outros exploradores estrangeiros, o governo britânico, representado por George Macartney, monitorou seus movimentos pela Ásia Central. A visita de Kozlov em 1905 ao Dalai Lama em Urga deu um susto no "Ministério da Guerra Britânico" especialmente depois que o Lama declarou sua intenção de "se estabelecer dentro dos limites da Rússia".
Durante sua expedição de 1907-1909, Kozlov explorou o deserto de Gobi e descobriu as ruínas de Khara-Khoto, uma cidade Tangut destruída pelos chineses Ming em 1372. Levou vários anos para escavar o local e trazer para São Petersburgo nada menos que 2 000 livros na língua Tangut que ele descobriu lá. Kozlov descreveu suas descobertas em um grande volume intitulado Mongólia e Amdo e a Cidade Morta de Khara-Khoto (1923). Ele foi premiado com a Medalha do Fundador da Royal Geographical Society de 1911 por suas explorações.
Sua última expedição à Mongólia e ao Tibete (1923-1926) resultou na descoberta de um número sem precedentes de enterros reais Xiongnu em Noin-Ula.  Depois de trazer para Petrogrado algumas amostras incríveis de tecidos bactrianos de 2000 anos, Kozlov se aposentou do trabalho científico e se estabeleceu em uma vila perto de Novgorod.
Kozlov casou-se com Elizabeth Kozlova, uma mulher 29 anos mais nova, que o acompanhou em sua jornada final de exploração como ornitólogo da expedição, e que publicaria muitas monografias e artigos científicos sobre a avifauna da Ásia Central.
Kozlov foi um mentor do explorador e escritor russo Vladimir Arsenyev.
Em 1904, o botânico Vladimir Ippolitovich Lipsky publicou um gênero de plantas com flores da Ásia Central (pertencentes à família Apiaceae) como Kozlovia, em homenagem a Pyotr Kozlov.